# Berdychiv
Berdychiv (tiếng Ukraina: Бердичів) là một thành phố của Ukraina. Thành phố này thuộc tỉnh Zhytomyr. Thành phố này có diện tích 35,33 km2, dân số theo điều tra dân số năm 2001 là 87575 người.